# Artyleria piesza
Artyleria piesza – dawniej artyleria nieposiadająca zaprzęgów, względnie traktorów i pozbawiona skutkiem tego ruchliwości.
Uzbrojenie artylerii pieszej stanowiły działa polowe, lekkie i ciężkie. Artyleria piesza była używana do obrony obszarów warownych, rzadziej, jako wzmocnienie artylerii wielkich jednostek w okresie stałej lub chwilowej stabilizacji frontu. W tym wypadku artyleria piesza w celu zajęcia stanowisk ogniowych, korzystała z zaprzęgów artylerii organicznej lub artylerii przydzielonej wielkim jednostkom. Na dalsze odległości artyleria piesza przewożona była samochodami ciężarowymi lub koleją.
W latach 1924–1925 w organizacji pokojowej Wojska Polskiego funkcjonowały cztery jednostki artylerii pieszej, a mianowicie:
- 1 kompania artylerii pieszej w Modlinie,
- 3 kompania artylerii pieszej w Wilnie,
- 5 kompania artylerii pieszej w Krakowie,
- 9 kompania artylerii pieszej[3].

W 1925 zlikwidowano 1, 5 i 9 kompanie artylerii pieszej. W organizacji pokojowej pozostawiono jedynie 3 kompanię artylerii pieszej. Z dniem 1 kwietnia 1931 kompania została w przeformowana w 3 dywizjon artylerii pieszej, który 1 kwietnia 1933 został przemianowany na 33 dywizjon artylerii lekkiej.